# Castle Falkenstein
Castle Falkenstein (Castelo Falkenstein, no Brasil, abreviado como CF) é um RPG (jogo de interpretação de papéis) com tema steampunk criado por Mike Pondsmith e originalmente publicado pela R. Talsorian Games. O jogo tem o nome de um lendário castelo não construído nos Alpes da Baviera. Os jogadores desempenham o papel de aventureiros galantes, enfrentando a intriga e bravura das aventuras vitorianas, como O Prisioneiro de Zenda.
Regras e cenários são apresentados na forma de diários de vários personagens dentro do jogo, sendo o principal o alter-ego do autor, "Tom Olam", um designer de jogos do mundo real  transportado magicamente para a Nova Europa.
Castelo Falkenstein foi publicado no Brasil pela Devir Livraria.
Em 2018, Castelo Falkenstein foi republicado no Brasil pela Editora Retropunk.

## Sistema
O sistema do jogo usa cartas de baralho em vez de dados para simular a ação. O sistema é voltado para a dramatização de ação ao vivo, e os jogadores são obrigados a manter um diário de personagem em vez de usar uma ficha de personagem.
O sistema é bastante incomum e tem sido elogiado por sua facilidade de uso e utilidade dentro do jogo; não era um truque, mas sim uma escolha de design que se encaixava no humor e no teor do jogo. Isso era único, pois muitos sistemas estavam se movendo em direção a sistemas de regras mais genéricos na época. Falkenstein foi notável por fazer o oposto para alcançar a atmosfera apropriada dentro do jogo.
Castle Falkenstein surgiu no tempo em que muitos jogos se concentravam em regras de storytelling, menos mecânicas e mais foco em uma história interativa, mas também quando a maioria desses jogos eram ambientados em futuros distópicos  obscuros  (por exemplo Cyberpunk 2020) ou na era moderna (como Vampire: The Masquerade). Castelo Falkenstein era notável por ser ambientado na era vitoriana e no continente europeu; ao contrário da Inglaterra, onde a grande maioria dos RPGs de base vitoriana está definida Os jogadores eram encorajados a colaborar ativamente em construir o enredo do jogo (novamente uma partida notável) e replicar as heróicas aventuras da literatura vitoriana.

## Ambientação
O jogo se passa no mundo da Nova Europa, um rótulo que às vezes é aplicado ao Velho Continente, às vezes ao planeta inteiro, durante a Era do Vapor, ou a década de 1870. O mundo se assemelha ao nosso, com uma série de grandes variações: os habitantes do mundo das fadas existem e se misturam com os humanos, com quem eles se deparam com uma aliança inquieta. Criaturas e monstros de mitos e lendas existem, assim como um número de personagens que são considerados ficcionais em nosso mundo. A magia (soletrada mágika) funciona e permitiu que a tecnologia se estendesse em direções inesperadas. O jogo apresenta a Engine Magick, que ajudou a impulsionar o Renascimento através de uma Revolução Industrial magicamente habilitada. Estas mudanças sutis na história da Nova Europa a tornaram bastante diferente da história do mundo real.
A jornada do leitor através deste mundo alternativo é auxiliada por um personagem alter ego, Tom Olam. Tom, vindo do mundo real, é transportado ao mundo do Castelo Falkenstein. É através de Tom que o jogador entende este mundo e é usado como um exemplo de como os jogadores devem criar e interpretar seus próprios personagens. A escrita de Tom se torna o tipo de modelo para o que os jogadores precisam fazer com seus próprios personagens.. 
Tom Olamé um designer de jogos de computador, algo que Mike Pondsmitn mais tarde faria.

## GURPS
Uma versão para GURPS (GURPS Castle Falkenstein) e um suplemento foram publicados posteriormente pela Steve Jackson Games. O GURPS Castle Falkenstein foi publicado em 2000.

## Revival
Em 2016, a Fat Goblin Games assinou um contrato com a R. Talsorian Games para produzir novos suplementos para o Castelo Falkenstein. O primeiro desses suplementos, Curious Creatures, foi publicado em outubro de 2016. Suplementos e aventuras adicionais foram seguidos e continuam sendo lançados até 2018.
No Brasil, após uma bem sucedida campanha de financiamento coletivo em 2018, Castelo Falkenstein foi republicado pela Editora Retropunk, juntamente com seus suplementos inéditos e nunca traduzidos antes. Até o final de 2020, já haviam sido publicados em português o suplemento Come Il Faut, Era do Vapor e Livro dos Sigilos, com os demais três suplementos originais agendados para o próximo ano.

## Prêmios
- Melhores Regras Originais de 1994 Origins Award, Castle Falkenstein, R. Talsorian Games, Mike Pondsmith[5]
- Melhor Jogo de Interpretação de Papéis de 1995 Nigel D. Findley Memorial Award, Castle Falkenstein[6]